# Jon Lancaster
Jon Lancaster (ur. 10 grudnia 1988 roku w Leeds) – brytyjski kierowca wyścigowy.

## Życiorys

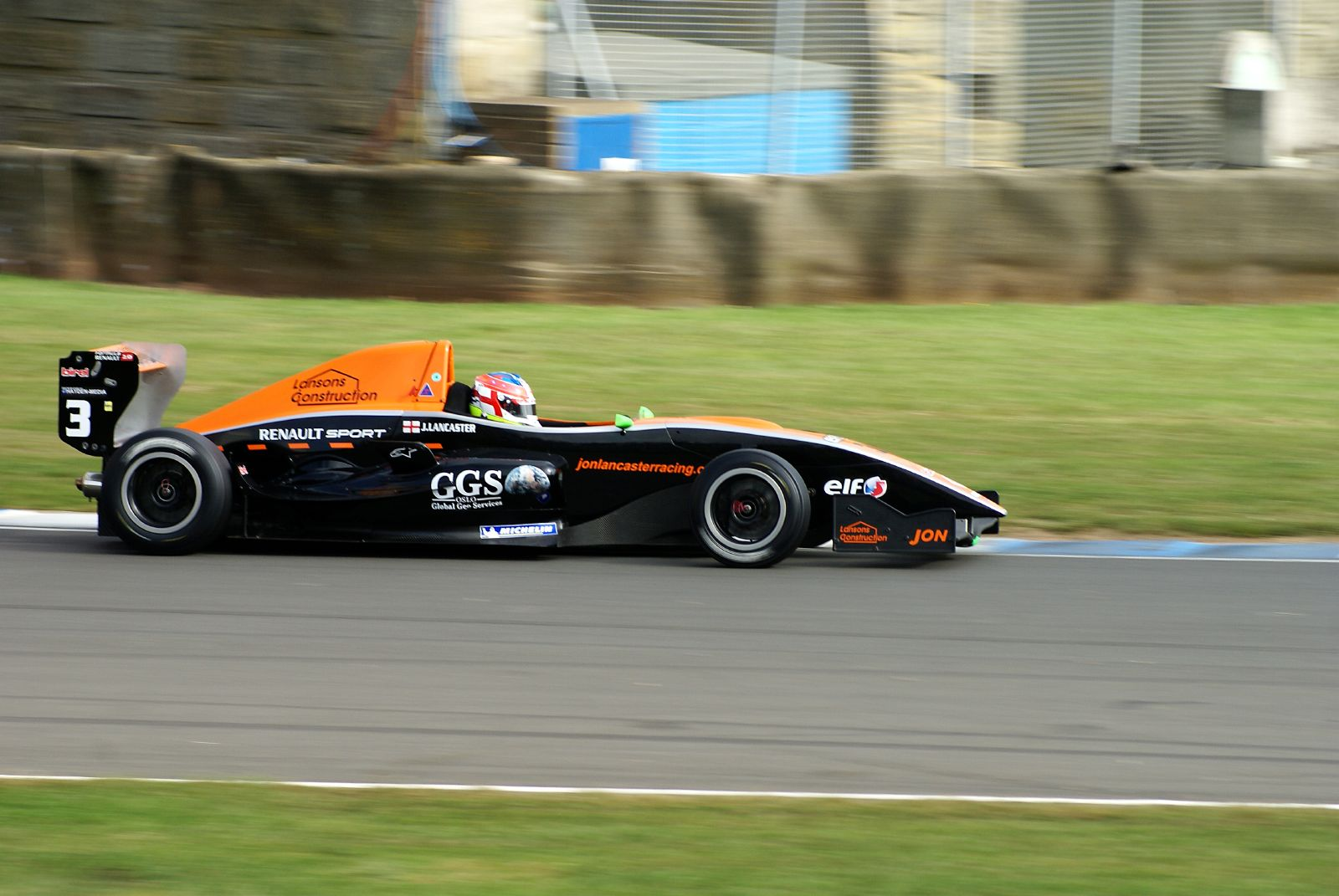
Jon Lancaster podczas wyścigu Europejskiej Formuły Renault, w 2007 roku

### Formuła Renault
Jon karierę rozpoczął w roku 1999, od startów w kartingu. Pod koniec 2006 roku zadebiutował w serii wyścigów samochodów jednomiejscowych – zimowej edycji Brytyjskiej Formuły Renault. Zdobyte punkty sklasyfikowały go na 16. miejscu.
W sezonie 2007 ścigał się w europejskim oraz francuskim cyklu Formuły Renault. W pierwszej z nich sześciokrotnie stawał na podium, z czego aż pięć razy na najwyższym stopniu. Znakomicie spisał się w ostatnich dwóch rundach (w Estoril oraz Montmelo), gdzie zwyciężył w obu wyścigach. Słaby początek sezonu nie pozwolił mu jednak sięgnąć po tytuł mistrzowski i ostatecznie zajął 2. pozycję w końcowej klasyfikacji.
We francuskiej edycji Brytyjczyk trzykrotnie plasował się w czołowej trójce, w tym dwukrotnie na pierwszej lokacie (na Magny-Cours oraz Circuit de Catalunya, po starcie z pole position). W klasyfikacji generalnej znalazł się na 6. miejscu. Pod koniec roku ponownie wystartował w zimowym cyklu Brytyjskiej Formuły Renault. Tym razem zmagania zakończył na 14. pozycji.

### Formuła 3
W 2008 roku awansował do Formuły 3 Euroseries. Reprezentując drugorzędną ekipę ART Grand Prix, Lancaster pięciokrotnie stawał na podium, z czego dwukrotnie na podium (na niemieckim torze Nürburgring odniósł zwycięstwo w niedzielnej rywalizacji). Dzięki zdobytym punktom, Jon został sklasyfikowany na 12. miejscu, z dużą jednak stratą do partnera z zespołu, Francuza Jules'a Bianchi'ego. Poza regularnymi startami, Brytyjczyk wziął udział także w prestiżowych wyścigach – Masters of Formula 3 i Grand Prix Makau. W pierwszym z nich zajął najniiższy stopień podium, natomiast w drugim dojechał na 11. lokacie.

### Formuła Renault 3.5
W roku 2009 Lancaster zadebiutował w Formule Renault 3.5. Począwszy od czwartej rundy sezonu, na węgierskim torze Hungaroring, Jon ścigał się w brytyjskiej stajni Comtec Racing. W dwunastu startach Anglik siedmiokrotnie sięgał po punkty, dwukrotnie przy tym stając na podium (w Le Mans oraz Algarve zdobył pole position i do zwycięstwa wykorzystał pierwszy rząd na portugalskim torze). Zdobyte punkty sklasyfikowały go na 13. miejscu.
W drugim sezonie startów Brytyjczyk podpisał kontrakt na pełny etat, z zespołem Fortec. W ciągu siedemnastu wyścigów Jon dziesięciokrotnie zdobył punkty, a podczas pierwszego wyścigu na torze Hockenheimring stanął na najniższym stopniu podium. Co ciekawe, uzyskał taką samą liczbę punktów i został sklasyfikowany na tej samej pozycji.

### Formuła 2
W 2011 roku Jon zaangażował się Formułę 2. Lancaster wystartował jednak w zaledwie jednej rundzie, na francuskim torze Magny-Cours, gdzie uplasował się odpowiednio na siódmej i szóstej lokacie. Uzyskane punkty pozwoliły mu zająć 17. pozycję na koniec sezonu.

### Auto GP
W sezonie 2011 Brytyjczyk wystartował w dwóch eliminacjach serii Auto GP. Na torze Masaryk Circuit oraz Donington Park Lancaster nie zszedł poniżej szóstej lokaty, a podczas sobotnich zmagań na brytyjskim obiekcie Jon stanął na najwyższym stopniu podium. Dzięki zdobytym punktom rywalizację ukończył na 11. miejscu.

### Seria GP2
Na sezon 2012 Jon podpisał kontrakt z portugalską stajnią Ocean Racing Technology, na udział w Serii GP2. Wystartował jednak tylko w dwóch pierwszych wyścigach, w których nie zdobywał punktów. Rok później, podczas rundy na Circuit de Catalunya, zmienił Påla Varhauga w bolidzie Hilmer Motorsport. W ciągu 16 wyścigów, w których wystartował, dwukrotnie zwyciężał oraz trzykrotnie stawał na podium. Z dorobkiem 73 punktów uplasował się na jedenastej pozycji w klasyfikacji generalnej.
Na sezon 2014 Brytyjczyk podpisał kontrakt najpierw z holenderską ekipą MP Motorsport, a podczas rundy w Wielkiej Brytanii dołączył do zespołu Hilmer Motorsport. Wystartował łącznie w szesnastu wyścigach i raz zdobywał punkty - w sprincie w Niemczech uplasował się na piątej pozycji. Uzbierał łącznie sześć punktów, które zapewniły mu 23 miejsce w końcowej klasyfikacji kierowców.
W roku 2015 zaliczył jednorazowy występ na rodzimym obiekcie Silverstone w niemieckim zespole Hilmer Motorsport. Pierwszy wyścig zakończył na szesnastej, natomiast drugi na siedemnastej lokacie.

### Wyścigi długodystansowe
W sezonie 2015 zadebiutował w serii wyścigów długodystansowych, European Le Mans Series. Wraz ze Szwajcarem Garym Hirschem oraz Szwedem Björnem Wirdheimem reprezentował barwy brytyjskiej ekipy Greaves Motorsport w klasie LMP2. Już w pierwszym sezonie sięgnął z nimi po tytuł mistrzowski. W ciągu pięciu wyścigów trzykrotnie stawali na podium, z czego dwukrotnie na jego najwyższym stopniu (na Silverstone oraz francuskim torze imienia Paula Ricarda).
W 2014 roku po raz pierwszy wystartował w 24-godzinnym wyścigu Le Mans. Partnerując Szwajcarce Rahel Frey oraz Francuzowi Franckowi Mailleux w ekipie Race Performance, zmagania zakończył na 8. miejscu w kategorii LMP2. W kolejnym sezonie wystartował w wyżej wspomnianym brytyjskim zespole. Kokpit pojazdu LMP2 dzielił z Hirschem oraz Francuzem Gaëtanem Paletou. Tym razem jednak zmagania zakończył przedwcześnie.

## Wyniki

### GP2
| Legenda oznaczeń w tabelach wyników Wyświetl szablon na nowej stronie | Legenda oznaczeń w tabelach wyników Wyświetl szablon na nowej stronie                                                                     |
| Oznaczenie                                                            | Wyjaśnienie |
| --------------------------------------------------------------------- | --- |
| Złoty                                                                 | Zwycięzca lub mistrzostwo |
| Srebrny                                                               | 2. miejsce lub wicemistrzostwo |
| Brązowy                                                               | 3. miejsce lub II wicemistrzostwo |
| Zielony                                                               | Ukończył, punktował (w klasyfikacji generalnej, gdy zdobył co najmniej jeden punkt na przestrzeni sezonu, poza trzema powyższymi opcjami) |
| Niebieski                                                             | Ukończył, nie punktował (w klasyfikacji generalnej, gdy nie zdobył co najmniej jednego punktu na przestrzeni sezonu)                      |
| Czerwony                                                              | Nie zakwalifikował się (NZ) |
| Czerwony                                                              | Nie prekwalifikował się (NPK) |
| Różowy                                                                | Nie ukończył (NU) |
| Różowy                                                                | Niesklasyfikowany (NS) (w klasyfikacji generalnej, gdy nie został sklasyfikowany w żadnym wyścigu sezonu)                                 |
| Czarny                                                                | Zdyskwalifikowany (DK) |
| Czarny                                                                | Wykluczony (WYK/EX) |
| Biały                                                                 | Nie wystartował (NW) |
| Biały                                                                 | Kontuzjowany (K/INJ) |
| Biały                                                                 | Wyścig odwołany (OD/C) |
| Bez koloru                                                            | Został wycofany (WYC/WD) |
| Bez koloru                                                            | Nie przybył (NP/DNA) |
| Bez koloru                                                            | Nie brał udziału w treningach (NT/DNP) |
| Bez koloru                                                            | Nie został zgłoszony (–) |
| Pogrubienie                                                           | Start z pole position |
| Kursywa                                                               | Najszybsze okrążenie wyścigu |
| †                                                                     | Nie ukończył, ale jego rezultat został zaliczony ze względu na przejechanie więcej niż 90% dystansu wyścigu.                              |
| *                                                                     | Sezon w trakcie |
| 1/2/3                                                                 | Punktowana pozycja w sprincie kwalifikacyjnym                                                                                             |
| Lista systemów punktacji Formuły 1                                    | |

| Rok  | Zespół                  | Wyniki w poszczególnych eliminacjach | Wyniki w poszczególnych eliminacjach | Wyniki w poszczególnych eliminacjach | Wyniki w poszczególnych eliminacjach | Wyniki w poszczególnych eliminacjach | Wyniki w poszczególnych eliminacjach | Wyniki w poszczególnych eliminacjach | Wyniki w poszczególnych eliminacjach | Wyniki w poszczególnych eliminacjach | Wyniki w poszczególnych eliminacjach | Wyniki w poszczególnych eliminacjach | Wyniki w poszczególnych eliminacjach | Wyniki w poszczególnych eliminacjach | Wyniki w poszczególnych eliminacjach | Wyniki w poszczególnych eliminacjach | Wyniki w poszczególnych eliminacjach | Wyniki w poszczególnych eliminacjach | Wyniki w poszczególnych eliminacjach | Wyniki w poszczególnych eliminacjach | Wyniki w poszczególnych eliminacjach | Wyniki w poszczególnych eliminacjach | Wyniki w poszczególnych eliminacjach | Wyniki w poszczególnych eliminacjach | Wyniki w poszczególnych eliminacjach | Punkty | Pozycja |
| ---- | ----------------------- | ------------------------------------ | ------------------------------------ | ------------------------------------ | ------------------------------------ | ------------------------------------ | ------------------------------------ | ------------------------------------ | ------------------------------------ | ------------------------------------ | ------------------------------------ | ------------------------------------ | ------------------------------------ | ------------------------------------ | ------------------------------------ | ------------------------------------ | ------------------------------------ | ------------------------------------ | ------------------------------------ | ------------------------------------ | ------------------------------------ | ------------------------------------ | ------------------------------------ | ------------------------------------ | ------------------------------------ | ------ | ------- |
| 2012 | Ocean Racing Technology | MAL                                  | MAL                                  | BHR                                  | BHR                                  | BHR                                  | BHR                                  | ESP                                  | ESP                                  | MON                                  | MON                                  | VAL                                  | VAL                                  | GBR                                  | GBR                                  | DEU                                  | DEU                                  | HUN                                  | HUN                                  | BEL                                  | BEL                                  | ITA                                  | ITA                                  | SIN                                  | SIN                                  | 0      | 34      |
| 2012 | Ocean Racing Technology | NU                                   | 17                                   | -                                    | -                                    | -                                    | -                                    | -                                    | -                                    | -                                    | -                                    | -                                    | -                                    | -                                    | -                                    | -                                    | -                                    | -                                    | -                                    | -                                    | -                                    | -                                    | -                                    | -                                    | -                                    | 0      | 34      |
| 2013 | Hilmer Motorsport       | MAL                                  | MAL                                  | BHR                                  | BHR                                  | ESP                                  | ESP                                  | MON                                  | MON                                  | GBR                                  | GBR                                  | DEU                                  | DEU                                  | HUN                                  | HUN                                  | BEL                                  | BEL                                  | ITA                                  | ITA                                  | SIN                                  | SIN                                  | ARE                                  | ARE                                  |                                      |                                      | 73     | 11      |
| 2013 | Hilmer Motorsport       | -                                    | -                                    | -                                    | -                                    | 3                                    | 10                                   | 12                                   | 17                                   | 5                                    | 1                                    | 7                                    | 1                                    | 23                                   | 18                                   | -                                    | -                                    | 13                                   | 17                                   | 9                                    | 5                                    | NU                                   | NU                                   |                                      |                                      | 73     | 11      |
| 2014 |                         | BHR                                  | BHR                                  | ESP                                  | ESP                                  | MON                                  | MON                                  | AUT                                  | AUT                                  | GBR                                  | GBR                                  | DEU                                  | DEU                                  | HUN                                  | HUN                                  | BEL                                  | BEL                                  | ITA                                  | ITA                                  | RUS                                  | RUS                                  | ARE                                  | ARE                                  |                                      |                                      | 6      | 23      |
| 2014 | MP Motorsport           | 17                                   | 15                                   | -                                    | -                                    | -                                    | -                                    | -                                    | -                                    | -                                    | -                                    | -                                    | -                                    | -                                    | -                                    | -                                    | -                                    | -                                    | -                                    | -                                    | -                                    | -                                    | -                                    |                                      |                                      | 6      | 23      |
| 2014 | Hilmer Motorsport       | -                                    | -                                    | -                                    | -                                    | -                                    | -                                    | -                                    | -                                    | 22                                   | 13                                   | NU                                   | 5                                    | 17                                   | 16                                   | 19                                   | NU                                   | 11                                   | 15                                   | 12                                   | 16                                   | 18                                   | 14                                   |                                      |                                      | 6      | 23      |
| 2015 | Hilmer Motorsport       | BHR                                  | BHR                                  | ESP                                  | ESP                                  | MON                                  | MON                                  | AUT                                  | AUT                                  | GBR                                  | GBR                                  | HUN                                  | HUN                                  | BEL                                  | BEL                                  | ITA                                  | ITA                                  | RUS                                  | RUS                                  | BHR                                  | BHR                                  | ARE                                  |                                      |                                      |                                      | 0      | 32      |
| 2015 | Hilmer Motorsport       | -                                    | -                                    | -                                    | -                                    | -                                    | -                                    | -                                    | -                                    | 16                                   | 17                                   | -                                    | -                                    | -                                    | -                                    | -                                    | -                                    | -                                    | -                                    | -                                    | -                                    | -                                    |                                      |                                      |                                      | 0      | 32      |

### Formuła Renault 3.5
| Legenda oznaczeń w tabelach wyników Wyświetl szablon na nowej stronie | Legenda oznaczeń w tabelach wyników Wyświetl szablon na nowej stronie                                                                     |
| Oznaczenie                                                            | Wyjaśnienie |
| --------------------------------------------------------------------- | --- |
| Złoty                                                                 | Zwycięzca lub mistrzostwo |
| Srebrny                                                               | 2. miejsce lub wicemistrzostwo |
| Brązowy                                                               | 3. miejsce lub II wicemistrzostwo |
| Zielony                                                               | Ukończył, punktował (w klasyfikacji generalnej, gdy zdobył co najmniej jeden punkt na przestrzeni sezonu, poza trzema powyższymi opcjami) |
| Niebieski                                                             | Ukończył, nie punktował (w klasyfikacji generalnej, gdy nie zdobył co najmniej jednego punktu na przestrzeni sezonu)                      |
| Czerwony                                                              | Nie zakwalifikował się (NZ) |
| Czerwony                                                              | Nie prekwalifikował się (NPK) |
| Różowy                                                                | Nie ukończył (NU) |
| Różowy                                                                | Niesklasyfikowany (NS) (w klasyfikacji generalnej, gdy nie został sklasyfikowany w żadnym wyścigu sezonu)                                 |
| Czarny                                                                | Zdyskwalifikowany (DK) |
| Czarny                                                                | Wykluczony (WYK/EX) |
| Biały                                                                 | Nie wystartował (NW) |
| Biały                                                                 | Kontuzjowany (K/INJ) |
| Biały                                                                 | Wyścig odwołany (OD/C) |
| Bez koloru                                                            | Został wycofany (WYC/WD) |
| Bez koloru                                                            | Nie przybył (NP/DNA) |
| Bez koloru                                                            | Nie brał udziału w treningach (NT/DNP) |
| Bez koloru                                                            | Nie został zgłoszony (–) |
| Pogrubienie                                                           | Start z pole position |
| Kursywa                                                               | Najszybsze okrążenie wyścigu |
| †                                                                     | Nie ukończył, ale jego rezultat został zaliczony ze względu na przejechanie więcej niż 90% dystansu wyścigu.                              |
| *                                                                     | Sezon w trakcie |
| 1/2/3                                                                 | Punktowana pozycja w sprincie kwalifikacyjnym                                                                                             |
| Lista systemów punktacji Formuły 1                                    | |

| Rok  | Zespół            | Wyniki w poszczególnych eliminacjach | Wyniki w poszczególnych eliminacjach | Wyniki w poszczególnych eliminacjach | Wyniki w poszczególnych eliminacjach | Wyniki w poszczególnych eliminacjach | Wyniki w poszczególnych eliminacjach | Wyniki w poszczególnych eliminacjach | Wyniki w poszczególnych eliminacjach | Wyniki w poszczególnych eliminacjach | Wyniki w poszczególnych eliminacjach | Wyniki w poszczególnych eliminacjach | Wyniki w poszczególnych eliminacjach | Wyniki w poszczególnych eliminacjach | Wyniki w poszczególnych eliminacjach | Wyniki w poszczególnych eliminacjach | Wyniki w poszczególnych eliminacjach | Wyniki w poszczególnych eliminacjach | Punkty | Pozycja |
| ---- | ----------------- | ------------------------------------ | ------------------------------------ | ------------------------------------ | ------------------------------------ | ------------------------------------ | ------------------------------------ | ------------------------------------ | ------------------------------------ | ------------------------------------ | ------------------------------------ | ------------------------------------ | ------------------------------------ | ------------------------------------ | ------------------------------------ | ------------------------------------ | ------------------------------------ | ------------------------------------ | ------ | ------- |
| 2009 | Comtec Racing     | CAT                                  | CAT                                  | BEL                                  | BEL                                  | MON                                  | HUN                                  | HUN                                  | GBR                                  | GBR                                  | FRA                                  | FRA                                  | PRT                                  | PRT                                  | DEU                                  | DEU                                  | ARA                                  | ARA                                  | 39     | 13      |
| 2009 | Comtec Racing     | -                                    | -                                    | -                                    | -                                    | -                                    | 9                                    | 10                                   | 22                                   | 15                                   | 8                                    | 5                                    | 1                                    | NU                                   | 9                                    | NU                                   | 3                                    | 20                                   | 39     | 13      |
| 2010 | Fortec Motorsport | ARA                                  | ARA                                  | BEL                                  | BEL                                  | MON                                  | CZE                                  | CZE                                  | FRA                                  | FRA                                  | HUN                                  | HUN                                  | DEU                                  | DEU                                  | GBR                                  | GBR                                  | CAT                                  | CAT                                  | 39     | 13      |
| 2010 | Fortec Motorsport | 4                                    | NU                                   | 9                                    | 7                                    | 7                                    | 10                                   | 7                                    | 10                                   | NU                                   | NU                                   | 22                                   | 3                                    | 8                                    | 13                                   | 17                                   | 14                                   | 9                                    | 39     | 13      |

### Podsumowanie
| Sezon | Seria                                     | Zespół                         | Wyścigi | Zwycięstwa | PP | NO | Podium | Punkty | Pozycja |
| ----- | ----------------------------------------- | ------------------------------ | ------- | ---------- | -- | -- | ------ | ------ | ------- |
| 2006  | Star of Silverstone                       | Silverstone Motorsport Academy | 2       | 1          | 0  |    | 2      |        |         |
| 2006  | Brytyjska Formuła Renault (zimowa edycja) | AKA Lemac                      | 4       | 0          | 0  | 0  | 0      | 30     | 16      |
| 2007  | Europejski Puchar Formuły Renault 2.0     | SG Drivers Project             | 14      | 5          | 4  | 3  | 6      | 102    | 2       |
| 2007  | Francuska Formuła Renault                 | SG Formula                     | 10      | 2          | 1  | 1  | 3      | 64     | 6       |
| 2007  | Brytyjska Formuła Renault (zimowa edycja) | Hitech Junior Team             | 4       | 0          | 0  | 1  | 0      | 33     | 14      |
| 2008  | Formuła 3 Euroseries                      | ART Grand Prix                 | 19      | 1          | 0  | 1  | 2      | 19     | 12      |
| 2008  | Masters of Formula 3                      | ART Grand Prix                 | 1       | 0          | 0  | 0  | 1      | N/A    | 3       |
| 2008  | Grand Prix Makau                          | Manor Motorsport               | 1       | 0          | 0  | 0  | 0      | N/A    | 11      |
| 2009  | Formuła Renault 3.5                       | Comtec Racing                  | 12      | 1          | 1  | 2  | 2      | 39     | 13      |
| 2010  | Formuła Renault 3.5                       | Fortec Motorsport              | 17      | 0          | 1  | 2  | 1      | 39     | 13      |
| 2011  | Formuła 2                                 | MotorSport Vision              | 2       | 0          | 0  | 0  | 0      | 14     | 17      |
| 2011  | Auto GP Sezon 2011                        | Super Nova Racing              | 2       | 0          | 0  | 1  | 0      | 51     | 11      |
| 2012  | Seria GP2                                 | Ocean Racing Technology        | 2       | 0          | 0  | 0  | 0      | 0      | 34      |
| 2013  | Seria GP2                                 | Hilmer Motorsport              | 16      | 2          | 0  | 2  | 3      | 73     | 11      |
| 2014  | Seria GP2                                 | MP Motorsport                  | 16      | 0          | 0  | 0  | 0      | 6      | 23      |
| 2014  | Seria GP2                                 | Hilmer Motorsport              | 16      | 0          | 0  | 0  | 0      | 6      | 23      |
| 2014  | 24h Le Mans                               | Race Performance               | 1       | 0          | 0  | 0  | 0      | N/A    | 8       |
| 2015  | European Le Mans Series                   | Greaves Motorsport             | 5       | 2          | 1  | 0  | 3      | 93     | 1       |
| 2015  | Seria GP2                                 | Hilmer Motorsport              | 2       | 0          | 0  | 0  | 0      | 0      | 32      |